# Галайко, Пётр Семёнович
Пётр Семёнович Галайко (29 апреля 1901, м. Махновка, Киевская губерния, Российская империя — 29 ноября 1971, Смоленская область, РСФСР, СССР) — советский военачальник, полковник (1942).

## Биография
Родился 29 апреля 1901 года в местечке Махновка, ныне в Казатинском районе Винницкой области.

### Военная служба

#### Межвоенные годы
В сентябре 1922 года был призван в РККА и направлен в 106-й Сахалинский стрелковый полк 5-й Краснознаменной армии. С сентября 1923 года по сентябрь 1926 года учился во Владивостокской военной пехотной школе им. III Коминтерна. После завершения обучения был назначен в 70-й стрелковый полк 24-й Самаро-Ульяновской стрелковой железной дивизии УВО, где исполнял должности командира стрелкового взвода и взвода полковой школы, командира стрелковой роты, начальника штаба учебного батальона и командира учебной роты. В период с апреля 1927 года по январь 1928 года одновременно являлся военным комендантом Винницкого гарнизона. Член ВКП(б) с 1927 года. С мая 1932 года — помощник начальника Винницкой автошколы при дивизии. В феврале 1935 года назначается начальником штаба разведывательного батальона. С декабря 1936 года по август 1937 года проходил переподготовку на разведывательных КУКС РККА в Москве, по возвращении в дивизию принял командование разведывательным батальоном. В этой должности участвовал в Советско-финляндской войне. Летом 1940 года с дивизией принимал участие в походе Красной армии в Прибалтику, затем в августе был переведен в БОВО в район Молодечно. В декабре 1940 года майор Галайко назначается командиром 71-го отдельного разведывательного батальона 17-й стрелковой дивизии ЗапОВО. 20 июня 1941 года батальон был придан прибывшей в город Полоцк из УрВО 174-й стрелковой дивизии и переименован в 197-й отдельный разведывательный батальон.

#### Великая Отечественная война
С началом войны батальон в составе этой же дивизии занимал оборону в Полоцком УРе. Участвовал в боях в районе городов Глубокое и Полоцк. В ходе боевых действий под Полоцком на участке Дисна — ст. Фариново Галайко командовал ударной группой в составе его батальона, стрелкового батальона и отдельного артдивизиона. 8 июля под деревней Луначарское лично руководил контратакой, в результате которой противник был отброшен, оставив убитых и раненых, 2 разбитые бронемашины и 1 танк. С 15 августа он принял командование 628-м стрелковым полком этой же дивизии. После отхода из-под Невеля дивизия успешно вела бои под Великими Луками и Андреаполем. С 1 по 15 сентября в районе Андреаполя 628-й стрелковый полк успешно вел бои, неоднократно переходя в контратаки. В результате 451-й немецкий пехотный полк был фактически разгромлен. С 20 октября дивизия в составе 29-й, а с 24 октября 22-й армий Калининского фронта вела бои в ходе Калининской и Можайско-Малоярославецкой оборонительных операций, а с 22 декабря — Калининской наступательной операции. 22 января 1942 года дивизия, войдя в состав 30-й армии, в марте вела боевые действия по расширению плацдарма на правом берегу реки Волга. Приказом НКО от 17 марта 1942 года за успешное проведение боев в районе Ржева, овладение плацдармом на правом берегу р. Волга дивизия была преобразована в 20-ю гвардейскую, а полк, которым командовал подполковник Галайко, — в 60-й гвардейский. С 8 апреля по 4 мая того же года дивизия находилась в резерве Калининского фронта, затем была включена в 31-ю армию (с 22 июля — в составе Западного фронта). В августе — сентябре её части участвовали в Ржевско-Сычевской наступательной операции, затем перешли к обороне. С декабря полковник Галайко исполнял должность заместителя командира 20-й гвардейской стрелковой дивизии. С 18 января по 4 февраля 1943 года дивизия находилась в резерве Ставки ВГК, затем была передислоцирована на ст. Купянск. С 4 марта она вошла в 4-й гвардейский стрелковый корпус 6-й армии Юго-Западного фронта и обороняла Залиманский тет-де-пон. В июне Галайко командирован на учёбу в Высшую военную академию им. К. Е. Ворошилова. По окончании её ускоренного курса в конце апреля 1944 года был направлен на 2-й Белорусский фронт, где с 25 мая вступил в должность заместителя командира 62-го стрелкового корпуса 33-й армии. Позже корпус был переведен в 49-ю армию и занимал оборону юго-восточнее Орши. 26 июня допущен к командованию 369-й стрелковой Карачевской дивизией этого же корпуса. Участвовал с ней в Белорусской, Могилевской и Минской наступательных операциях. Части дивизии прорвали оборону противника, форсировали реки Проня и Днепр (восточнее Могилева) и 28 июня освободили город. Указом Президиума Верховного Совета СССР от 10 июля 1944 года за эти бои дивизия была награждена орденом Красного Знамени. С 3 августа по 20 сентября 1944 года полковник Галайко состоял в распоряжении Военного совета 2-го Белорусского фронта, затем ГУК НКО, а 10 октября назначен преподавателем кафедры общей тактики Военной академии им. М. В. Фрунзе.
За время войны комдив Галайко был один раз персонально упомянут в благодарственных в приказах Верховного Главнокомандующего.

#### Послевоенное время
После войны он продолжал служить в академии преподавателем, а с ноября 1945 года — старшим преподавателем кафедры общей тактики. В мае 1947 года назначается заместителем командира 24-й отдельной стрелковой Павловской Краснознаменной бригады Зап.-СибВО. В ноябре 1953 года в связи с оргмероприятиями был зачислен в распоряжение командующего войсками округа. 9 февраля 1954 года гвардии полковник Галайко уволен в запас.

## Награды
- орден Ленина (06.11.1947)[6]
- три ордена Красного Знамени (31.12.1942[7], 30.04.1945[8][6], 20.04.1953[6])
- орден Красной Звезды (21.02.1942)[9]
  - медали в том числе:
  - «За оборону Москвы» (1944)
  - «За победу над Германией в Великой Отечественной войне 1941—1945 гг.» (10.08.1945)[10]

Приказы (благодарности) Верховного Главнокомандующего в которых отмечен П. С. Галайко.
- За форсирование реки Днепр на участке протяжением 120 километров, прорыв второй оборонительной полосы немцев, подготовленной по западному берегу реки, и овладение штурмом крупным областным центром Белоруссии городом Могилев — оперативно важным узлом обороны немцев на минском направлении, а также городами Шклов и Быхов. 28 июня 1944 года. № 122.